# Bert Slagter
Bert Slagter (Wijk bij Duurstede, 1982) is een Nederlands schrijver, economisch analist, podcastmaker en -presentator, en lid van het voormalig Red Team C19 NL.

## Levensloop
Slagter groeide op in Wijk bij Duurstede en ging naar het vwo op het Revius Lyceum in Doorn. Daarna studeerde hij informatica en natuurkunde aan de Universiteit Utrecht. In december 2001 richtte hij het internetbedrijf Procurios op.
Na het verlaten van de academie heeft Slagter zich verdiept in de complexiteitswetenschappen. In 2020 is hij als expert complexiteit en onzekerheid door de regeringscommissie Volksgezondheid, Welzijn en Sport opgeroepen voor een hoorzitting over het verloop van de coronapandemie in Nederland. Slagter geeft regelmatig lezingen over de toepassing van complexiteitsdenken op besluitvorming en innovatie. Gedurende de coronacrisis is Slagter enkele keren te zien geweest bij televisieprogramma Op1, waar hij uitleg gaf over de dynamiek achter de verspreiding van een virus.
Vanaf 2017 heeft Slagter zijn aandacht verlegd naar de opkomst van decentrale technologieën. Hij richtte samen met zijn broer Peter Slagter het kennisplatform LekkerCryptisch op, van waaruit hij spreekt en schrijft over onderwerpen in het snijvlak tussen technologie en economie. Slagter is daarover regelmatig te horen als analist en duider op de radio en in podcasts. In BNR’s Cryptocast heeft Slagter Herbert Blankesteijn enkele keren vervangen als presentator, schuift hij regelmatig aan als co-host, en is hij iedere aflevering te horen als marktanalist. Slagter produceert sinds 2020 zelf de podcast Satoshi Radio.
In 25 oktober 2021 verscheen het eerste boek van de hand van Slagter. In Ons geld is stuk beschrijft hij hoe een doorbraak in de informatica vorm kan geven aan het geldsysteem van de toekomst. De opkomst van bitcoin staat daarin centraal. Het boek kwam binnen op nummer 1 van de Bestseller 60 en stond daar 7 weken in.

## Bestseller 60
| Boeken met noteringen in de Nederlandse Bestseller 60 | Jaar van verschijnen | Datum van binnenkomst | Hoogste positie | Aantal weken | Opmerkingen |
| ----------------------------------------------------- | -------------------- | --------------------- | --------------- | ------------ | ----------- |
| Ons geld is stuk                                      | 2021                 | 3-11-2021             | 1(1wk)          | 7            |             |